# Sphenotrochus andrewianus
Sphenotrochus andrewianus är en korallart som beskrevs av Milne Edwards och Jules Haime 1848. Sphenotrochus andrewianus ingår i släktet Sphenotrochus och familjen Turbinoliidae. Inga underarter finns listade i Catalogue of Life.